# Wydranica
Wydranica (ukr. Видраниця) – wieś na Ukrainie w rejonie kowelskim, w obwodzie wołyńskim. 
Wieś królewska położona była w pierwszej połowie XVII wieku w starostwie niegrodowym ratneńskim w ziemi chełmskiej. W II Rzeczypospolitej miejscowość wchodziła w skład gminy wiejskiej Górniki w powiecie kowelskim województwa wołyńskiego. Przed II wojną światową w odległości kilku kilometrów na wschód od wsi leżał chutor Tułowa, który obecnie stanowi jej część.
Do 2020 w rejonie ratnieńskim.